# Charles Chilton
Charles Chilton, né le 15 juin 1917 à Bloomsbury et mort le 2 janvier 2013 à Hampstead, est un présentateur et producteur à la BBC. Il a écrit diverses ouvrages de science-fiction, en particulier la trilogie Journey into Space

## Biographie
Il a servi la Royal Air Force durant la Seconde Guerre mondiale.
Il a été nommé en tant que membre de l'Ordre de l'Empire britannique.

## Œuvres
De 1948 à 1953, il réalise pour la BBC le feuilleton radiophonique Riders of the Range, western extrêmement populaire adapté en bande dessinée par Frank Humphris entre 1952 et 1962.